# أليكس لان
أليكس لان (بالإنجليزية: Alex Lane)‏ هو لاعب كرة الريشة بريطاني، ولد في 29 أغسطس 1995 في كينغستون ‏ في المملكة المتحدة.

## وصلات خارجية
- أليكس لان على موقع BWF.tournamentsoftware.com (الإنجليزية)
- أليكس لان على موقع BWFbadminton.com (الإنجليزية)